# Tangled Up in Blue
Tangled Up in Blue ist ein Folk-Rocksong von Bob Dylan, der von ihm selbst produziert wurde und erstmals im Januar 1975 auf dem Album Blood on the Tracks, einen Monat später als Single bei Columbia Records erschienen ist.
Die Zeitschrift Rolling Stone setzte ihn 2005 in ihrer Liste der 500 besten Songs aller Zeiten auf Platz 68. Allgemein gilt das Stück als eine von Dylans besten Arbeiten. So platzierte die Zeitschrift Uncut Tangled Up in Blue in ihrer 2002 veröffentlichten Liste der besten Dylan-Songs direkt hinter Like a Rolling Stone auf Rang 2.

## Aufnahme und Entstehung
Alle Songs auf Blood on the Tracks wurden zunächst im September 1974 in den A & R Studios in New York aufgenommen. Kurz vor der geplanten Veröffentlichung des Albums entschied sich Dylan, einige der Songs, so auch Tangled Up in Blue, in Minneapolis – mit Änderungen in Text, Tempo und Arrangement – neu aufzunehmen. Die schließlich Anfang 1975 veröffentlichte Album- und Single-Version, bei der Dylan an Gitarre, Bass und Schlagzeug von lokalen Musikern begleitet wurde, entstand am 30. Dezember 1974. Nach Veröffentlichung des Songs ließ Dylan ihn nicht ruhen und arbeitete ständig am Songtext weiter, so dass spätere Live-Versionen auf Konzerten textlich teils stark abweichen. Dylan selbst hat die Version auf dem Album Real Live von 1984 als die „beste Version“ bezeichnet. Und auch mehr als weitere dreißig Jahre später feilte Dylan weiter an Songvarianten; so in der handschriftlichen Version des Songtextes für die Ausstellung Mondo Scripto in einer Londoner Galerie.

## Text
Der Text beschreibt eine ungewöhnliche Romanze. In der ersten Strophe betrachtet das lyrische Ich die Beziehung rückwirkend; von vornherein sei klar gewesen, dass es hart werden würde.
Die nächste Strophe zeigt, wie die beiden sich kennengelernt haben. Es war eine Auseinandersetzung, aus der er sie befreit hatte, auch wenn sie da noch verheiratet war. Sie verließen gemeinsam den Ort und trennten sich einvernehmlich, auch wenn sie gleich bemerkt hätten, dass sie sich mit großer Wahrscheinlichkeit eines Tages auf der Straße wiedertreffen würden.
Die nächste Strophe handelt davon, dass sie nicht aus der Gedankenwelt des lyrischen Ichs gekommen ist; er dagegen hat sich durch verschiedene Jobs gehangelt und konnte bei Frauen oft einfach nur an sie denken. In der vierten Strophe treffen sie sich in einer Oben-ohne-Bar wieder, wo sie arbeitet und ihn anspricht (er selbst hat nicht mit dem Gedanken gespielt). Sie nimmt ihn mit nach Hause und offeriert ihm offensichtlich Drogen (and offered me a pipe). Sie lesen gemeinsam das Werk eines italienischen Dichters des 13. Jahrhunderts (höchstwahrscheinlich Dante Alighieri
); wobei das lyrische Ich das Gefühl hat, die Zeilen und Verse kämen direkt aus seinem Herzen und seien für sie geschrieben worden.
In der sechsten Strophe aber entfremden sie sich wieder. Dylan dichtet:
Then he started into dealing with slaves
And something inside of him died
She had to sell everything she owned
And froze up inside
Sie trennen sich und in der siebenten und letzten Strophe beschließt das Ich, dass es sie zurückgewinnen will. Er glaubt zu erkennen, dass sie immer alles gleich gesehen haben, nur von einem anderen Standpunkt aus. So findet er sich alleine auf der Straße wieder und sucht weiter.

## Coverversionen
Tangled Up in Blue wurde häufig gecovert, unter anderem von Jerry Garcia, Dickey Betts oder Great White.